# Cratí de Constantinoble
Cratí de Constantinoble (en llatí Cratinus, en grec Κρατῖνος Kratinos) fou un mestre i jurista romà d'Orient que tenia el càrrec de comes sacrarum largitionum o encarregat de l'erari.
L'emperador Justinià I li va encarregar el 530 de compilar el seu Codi (Digest) juntament amb Tribonià, cap de la comissió, el professor Teòfil de Constantinoble, Doroteu i Anatoli professors a Beirut, i dotze patroni causarum. Hi van treballar tres anys.